# Чемпіонат світу з кросу 1975
Чемпіонат світу з кросу 1975 був проведений 16 березня в марокканському Рабаті. Траса змагань була прокладена на іподромі, розташованому в міському районі Суїссі.
Місце кожної країни у командному заліку серед дорослих чоловічих команд визначалося сумою місць, які посіли перші шестеро спортсменів цієї країни. При визначенні місць дорослих жіночих та юніорських чоловічих команд брались до уваги перші чотири результати відповідно.

## Чоловіки
| Першість | Золото | Золото                                  | Срібло                                                                                                 | Срібло                        | Бронза | Бронза                              |
| -------- | --- | --------------------------------------- | --- | ----------------------------- | --- | ----------------------------------- |
| Особиста | Ієн Стюарт Шотландія                                                                                                 | 35.20                                   | Маріано Аро Іспанія                                                                                    | 35.21                         | Білл Роджерс США | 35.27                               |
| Командна | Нова ЗеландіяДжон Вокер Юен Робертсон Девід Серл Джон Діксон Джон Шеддан Браян Роуз Джек Фостер Кевін Раян Дік Квекс | 127 очок4 5 25 26 33 34 (36) (72) (113) | АнгліяРей Смедлі Гренвілл Так Берні Форд Ентоні Сіммонс Тревор Райт Алан Блінстон Майк Бівор Кіт Ангус | 1987 14 37 39 50 51 (71) (89) | БельгіяГастон Рулантс Еміль Путтеманс Андре Орнелі Едді Ромбо Марк Смет Ерік Гейзелінк Альбін ван Гольсбек Пауль Тейс Едді ван Муллем | 21110 16 21 45 57 62 (74) (134) DNF |

| Першість | Золото                                         | Золото          | Срібло                                                                 | Срібло           | Бронза                                                                                            | Бронза                |
| -------- | ---------------------------------------------- | --------------- | ---------------------------------------------------------------------- | ---------------- | ------------------------------------------------------------------------------------------------- | --------------------- |
| Особиста | Бобб Томас США                                 | 21.00           | Хосе Луїс Гонсалес Іспанія                                             | 21.18            | Джон Трісі Ірландія                                                                               | 21.23                 |
| Командна | СШАБобб Томас Дон Клері Рой Кіссін Ральф Серна | 22 очки1 5 8 15 | ІрландіяДжон Трісі Луїс Кенні Джеррі Фіннеган Джеррі Редмонд Дік Гупер | 353 9 10 13 (28) | ІспаніяХосе Луїс Гонсалес Кандідо Аларіо Вісенте Парте Луїс Адсуара Мануель Перес Амадор Апарісіо | 902 4 18 20 (44) (49) |

## Жінки
| Першість | Золото                                                                       | Золото                      | Срібло                                                                    | Срібло           | Бронза | Бронза                 |
| -------- | ---------------------------------------------------------------------------- | --------------------------- | ------------------------------------------------------------------------- | ---------------- | --- | ---------------------- |
| Особиста | Джулі Браун США                                                              | 13.42                       | Броніслава Людвиховська Польща                                            | 13.47            | Кармен Валеро Іспанія                                                                                           | 13.48                  |
| Командна | СШАДжулі Браун Меггі Кіз Пола Неппел Доріс Браун Сінді Пуер Лінда Гайнмюллер | 28 очок1 11 15 17 (27) (48) | Нова ЗеландіяЛорейн Моллер Гезер Томсон Енн Гарретт Еллісон Дід Даян Зорн | 505 6 10 29 (51) | ПольщаБроніслава Людвиховська Рената Пентліновська Целіна Магала Зофія Колаковська Данута Семенюк Уршула Прасек | 612 13 22 24 (37) (38) |

## Медальний залік
| Місце               | Країна              | Золото | Срібло | Бронза | Загалом |
| ------------------- | ------------------- | ------ | ------ | ------ | ------- |
| 1                   | США                 | 4      | 0      | 1      | 5       |
| 2                   | Нова Зеландія       | 1      | 1      | 0      | 2       |
| 3                   | Шотландія           | 1      | 0      | 0      | 1       |
| 4                   | Іспанія             | 0      | 2      | 2      | 4       |
| 5                   | Ірландія            | 0      | 1      | 1      | 2       |
| 5                   | Польща              | 0      | 1      | 1      | 2       |
| 7                   | Англія              | 0      | 1      | 0      | 1       |
| 8                   | Бельгія             | 0      | 0      | 1      | 1       |
| Загалом (8 збірних) | Загалом (8 збірних) | 6      | 6      | 6      | 18      |

## Українці на чемпіонаті
Збірна СРСР та, відповідно, українські легкоатлети у її складі участі в чемпіонаті не брали.